# Nafs
Nafs (ar. نفس) în literatura jahiliyya (perioada preislamică), înseamnă ”sine” sau ”persoană” , în timp ce ruh ( ar.روح ) înseamnă „suflet”. Cu toate acestea, în Qur’an , nafs se referă, în special, la suflet, în timp ce ruh desemnează o calitate divină. Există o luptă impotriva sufletului care se face pe mai multe planuri : nafs = suflet, realitatea subtilă a individului (EGO-ul) în opoziție cu ruh = spiritul sau intelectul = ‘aql (ar. عقل) .

## Nafs șiruh
Nafs cu pluralul anfus și nufus are 5 utilizări. În cele mai multe cazuri este folosit pentru  a desemna sinele sau persoana. Câteodată nafs se referă la Dumnezeu. În Qur’an (sura 6 :130) pluralul este folosit de 2 ori și se referă la relația dintre om și ginn, anfusina. Poate însemna și suflet uman (sura 6: 93) , anfus.
(130) O, adunare de ginni și de oameni! Nu au venit la voi trimiși dintre voi ca să vă povestească despre semnele Mele și ca să vă prevină asupra întâlnirii cu Ziua aceasta a voastră? Ei vor spune: “Noi înșine am mărturisit asupra noastră. ”Viața de acum i-a amăgit : ei înșiși au mărturisit asupra lor că au fost tăgăduitori.
(93)Cine este mai nedrept decât cel care născocește o minciună asupra lui Dumnezeu ori cel care spune : “Ce, mie mi-a fost descoperit ceva? Atunci nici  lui nu i-a fost descoperit nimic!” Ori cel care spune : “Voi pogorî ceva deopotrivă cu ce a pogorât Dumnezeu!”O, dacă i-ai vedea pe cei nedrepți când se vor prăvăli în adâncurile morții, iar îngerii cu mâinile întinse vor spune: “Lepădați-vă sufletele! Astăzi veți fi răsplătiți cu osânda rușinii, căci ați spus despre Dumnezeu, neadevărul, și ați întors spatele semnelor Sale cu trufie. ”.
Ruh  este folosit diferit. Dumnezeu nafakhta  ( suflă ) ruh –ul Lui către Adam, astfel dându-I viață corpului acestuia (sura 15:29) (sura 38: 72) (sura 32:9), și către Maryam (Maria) pentru a-i da viață lui ‘Isa (Iisus) (sura 21:91) (sura 66:12).
29) după ce îi voi desăvârși chipul și voi sufla în el din Duhul Meu, aruncați-vă cu fața la pământ înaintea lui
72) După ce îi voi da chip desăvârșit și voi sufla în el din Duhul Meu, să cădeți cu fața la pământ înaintea lui
(9) El l-a desăvărșit și a suflat în el din Duhul Său. El v-a creat voua auzul, văzul și inimile. Voi, puțin, îi sunteți însă mulțumitori!
(91) Și cea care si-a pastrat fecioria și Noi am suflat în ea din Duhul Nostru. Și așa am facut-o pe ea și pe fiul ei un semn pentru lumi.
(12)Și Maria, fiica lui Imran, care și-a păzit feciora! Noi am suflat din Duhul Nostru asupra ei și ea a mărturisit drept adevărate spusele și Cărțile Domnului său. Ea a fost dintre cei devotați.
Aici  ruh  înseamnă suflare de viață, creație care aparține lui Dumnezeu. În Qur’an  ruh  este folosit pentru a desemna, de obicei, anumite persoane sau îngeri, și descrie o relație specială cu Divinitatea. Pe de altă parte orice legătură sau conexiune realizată între Dumnezeu și nafs (ca suflet sau spirit) este evitată.
Referitor la oameni, nafs și ruh sunt separate astfel : nafs se atribuie minții și ruh se atribuie vieții. Apare însă și situația în care omul este prezentat cu 2 suflete : nafsani.
De cele mai multe ori ruh este identificat cu al-nafs al-mutma’inna și ar-ruh al-amin  din Qur’an.

### Nafsammara bi’l su’șinafs al-hawa
Nafs  ammara bi’l su’ se raportează la diavol, este un suflet poruncitor, pasional și egoist . Acest concept reprezintă psihicul uman. Acesta este asociat cu nafs hayawaniyya (al hawa) care , în sensul de dorință, este întotdeauna ceva rău => se mai numește și “suflet animal”. Acesta ar trebui să fie înfrânt și cu atât mai mult, evitată lăcomia sau abuzul.

### Nafs lawwama
Nafs lawwama  este reprezentat de o altă față a sufletului, acea acuzatoare, dojenitoare, sufletul conștient de imperfecțiunile sale. (sura 75:2),  anfus.
(2) Nu! Jur pe sufletul mereu – dojenitor!
Între Nafs  ammara și Nafs lawwama este o luptă permanentă => aceasta ar putea fi tradusă ca o luptă între faptă și remușcare.

### Nafsmutma’inna
Nafs mutma’inna este definit ca fiind un suflet împăcat (sura 89:27).
(27) Suflete ostoit!
Există , de asemenea, și nafs nabatiyya => adică un suflet vegetal.
Aceste 3 mari categorii , cu cele 5 tipuri de suflet formează baza etică și psihologică a musulmanilor.

## Nafs șiqalb
Păcatul poate apărea și sub forma ignoranței. Cunoștințele pot fi  kasbi (dobândite) sau fitri (înnăscute). Fiecare suflet are cunoștință de bine sau rău încă de la naștere.Dar totuși aceste cunoștințe înnăscute despre bine sau rău câteodată nu sunt suficient de puternice pentru a avea un comportament corect, circumstațele și educația pot orbi fitra.
Profetul a spus: “Căutarea învățăturii este o obligație pentru fiecare musulman, bărbat sau femeie (Bukhari)”. Într-un hadith prezintă una dintre rarele situații în care Profetul folosește, în mod clar termenul arab farida  sau obligație “obligație” pentru a accentua importanța înțelepciunii.
Cuvântul qalb (inimă) are un număr mare de întrebuințări diferite, de obicei, se depărtează destul de mult de sensul plastic, modern al cuvântului. Aici se referă la întreaga parte ‘non-fizică’ a omului. Inima este capabilă de a asculta instrucțiunile de la Dumnezeu sau de la alții dar, în aceași măsură, și de a le respinge.
As-shaytan (Diavolul) are puterea de a influența, atâta vreme cât nu sunt cunoscute suficiente aspecte legate de oameni și este considerat important ceea ce se știe raportându-se doar la imaginație.
Stă în puterea omului de a alege și una dintre căile pe care le poate urma poate fi carecterizată în egală măsură, de bine sau rău. 
Nur (lumina naturală) a inimii devine obturată de răutate , nervozitate, invidie etc. Cu toate acestea oamenii au în structura lor (bi’l fitra ) pentru a înțelege strategia lui As-shaytan.
Odată ce inconștiența domină natura umană, diavolul poate prelua controlul asupra omului folosindu-se în cea mai mare măsura de gândirea confuză pe care o amplifică aducând și mai multă incertitudine.

## Nafs și sinele
Profetul a spus, conform al-Bayhagi , că: “Cel mai mare dușman al tău este nafs.” În altă tradiție se spune că : “Ne întoarcem de la micul jihad la marele jihad, jihad-ul împotriva nafs. ”și de asemenea : 
“Cine se cunoaște pe el însuși îl cunoaște pe Dumnezeu”.
Ideea este că, dacă cineva este conștient de propriile lipsuri și de neputința sa față de Dumnezeu, atunci acea persoană este într-o poziție excelentă de a prelua controlul emoțiilor sale. Un individ care-și ignoră nafs (sinele) îl va ignora și pe Dumnezeu.
În Qur’an Dumnezeu spune: 
(27)Suflete ostoit! , al-nafs al-mutma’inna (suflet împăcat),
(28) Întoarce-te la Domnul tău, mulțumit! , al-nafs ar-radiyya (suflet mulțumit) și dând mulțumire, al-nafs al-mardiyya (suflet recunoscător).
(29) Intră dimpreună cu robii mei!
(30)Intră în raiul Meu! (janna)
Într-un alt verset Dumnezeu îi spune lui Zalaykh (soția lui ‘Aziz=> vezi Iosif sau‘Ishq ) “Cu siguranță sufletul (al- nafs  al-ammara bi’l su’) lucrează cu diavolul”
Sinele este perfecționat (al-nafs al-kamila) de harul divin. În mod normal, fiecare persoana are 2 părți : pe de o parte corpul (partea fizică) și pe de altă parte spiritul, sufletul care este caracterizat de emoții , gânduri, sentimente, pasiuni, dorințe, chiar și de complexe.
Aceste elemenete fizice sunt reprezentate, de obicei, de sufletele noastre. Primele școli ale tasawwuf (sufiților)  foloseau termenul de al-nafs al-insani (suflet uman) pentru a se referi la emoții și la partea rațională și termenul de al-nafs al-hayawani (suflet vital sau animal) pentru a se referi la elementele care ne ajută sa ne controlăm mișcările. Sufletul vital explică concepția sufită de pasiune și necesități psihice cum ar fi: foamea, mânia sau sexul.

## Nafs și jalis
(sura 18:28)
(28)Rămâi cu cei care, dimineața și seara, Îl cheamă pe Domnul lor, căutând spre Fața Sa. Ochii tăi să nu se desprindă de ei căutând poleiala Vieții de acum. Nu-i da ascultare celui a cărui inimă am facut-o nepăsătoare la amintirea noastră, căci el își urmează poftele iar purtarea lui este desfrânată.
Reiese, în mod evident, din acest verset că instrucțiunile lui Dumnezeu către Profet, și implicit către întreaga umma, sunt să se asocieze cu alții bazându-se pe criterii stricte. Pe de o parte oamenii sunt instruiți să se asocieze cu persoanele luminate și pe de altă parte sunt sfătuiți să se depărteze de cele cu purtarea desfrânată, considerate spirite .
Într-o altă tradiție, narată de Abu Dawud și Tirmidhi, Profetul spune : “Un om adoptă din (religia) prietenilor apropiați lui, deci, privește la persoana care-ți este prieten.”
Abu Hurayra afirmă că Profetul a spus: “Femeile sunt măritate cu sănătatea lor, genealogia lor, frumusețea și religia, deci du-te și căsătorește-te cu ele pentru religia lor și vei reuși.” 
Este în natura umană să asimilezi calitățile persoanelor pe care le respecți, admiri și tinzi să te asociezi cu ele.

## Nafs și pasiunea
În aceste condiții pasiunea pune stăpânire pe gândirea și sentimentele oamenilor și prin urmare, pe felul în care acționează aceștia. Viciile ca: mândria, aroganța, invidia, neglijența, ura, lăcomia vor predomina. Acestea sunt ca un voal care incețoșază gândirea umană și nu dă voie nur (luminii), spiritului divin să penetreze mintea și sufletul.
Odată ce pasiunea este liniștită și tendințele inerente ale ruh (sufletului) încep să se îndepărteze, omul progresează la un alt nivel, al-nafs al-mutmu’inna, adică a sinelui împăcat.

## Nafs,ruhșiphihologie
Îngerii nu erau speriați de o ființă lipsită de inteligență, cât au fost speriați de puterea lui Dumnezeu de a-i face să cutreiere pământul pentru o periaodă lungă de timp. 
Dumnezeu, totuși, în înțelepciunea Lui supremă, a știut că îngerii nu aveau cunoștință despre faptul că El avea să creeze o ființă ce va distruge orice creatură. El a insuflat în ceea ce a creat un secret special care a fost unic si irezistibil, acesta a fost ruh (suflet).
Este important să evidențiem faptul că Qur’an-ul a fost revelat (transmis) cuvânt cu cuvânt Profetului Muhammad de către îngerul Gabriel (sura 2:97) (sura 26:193-194)

(97)Spune celui care este vrăjmaș lui Gabriel că el este cel care a pogorât Cartea asupra inimii tale, drept călăuză și bună-vestire celor credincioși, cu îngăduința lui Dumnezeu,întărind ceea ce a fost înainte vreme.
(193)Duhul lui credincios a pogorât cu el.
(194) Asupra inimii tale ca tu să fi dintre predicatori
În aceste versete citim că a fost trimis ruh (duhul credincios) asupra inimii realizându-se o legătură puternică între qalb și ruh.
Psihologia Qur’an-ului ia în serios ideea poziționării populației între latura materială și cea spirituală.